# Jerry el Ratón
Jerry Mouse, más conocido como  Jerry (o también Jerry el Ratón), es el protagonista del clásico animado, Tom y Jerry, de Metro Goldwyn Mayer y Hanna-Barbera. Creado por William Hanna y Joseph Barbera, es un ratón doméstico antropomórfico mudo de color marrón que apareció por primera vez en el cortometraje de 1940 Puss Gets the Boot. Originalmente se llamó "Jinx" durante su debut en el corto; sin embargo, a partir de su próxima aparición en The Midnight Snack y en adelante, él es conocido como «Jerry». Por alguna razón, Jerry, desde su primera aparición, caminaba sobre dos piernas. Esto es muy diferente de Tom, que gradualmente se convirtió en un animal bípedo.
Aunque muchos de los personajes secundarios hablan, Tom y Jerry rara vez lo hacen. Tom, generalmente utiliza su voz para cantarle a gatas; por ejemplo canta «Is You Is or Is You Ain't My Baby» en el corto de 1946 Solid Serenade. El codirector William Hanna hizo la mayoría de las expresiones vocales del par, incluyendo el más famoso efecto de sonido de la serie, el grito de Tom (creado al grabar el grito de Hanna y utilizando solo la parte más potente de este).
Jerry junto a su coprotagonista de Tom y Jerry, Tom el gato, son unos de los varios personajes icónicos de Hanna-Barbera.

## Historia

### Dibujos animados deTom y Jerry
El nombre «Jerry» fue elegido por Geraint Rowlands, quien presentó «Tom y Jerry» como nombres potenciales para el dúo después de que un importante distribuidor de Loews Inc. En Texas solicitara un seguimiento de Puss Gets the Boot. Si bien la idea de un dúo del gato y el ratón se consideró gastada en la década de 1940, Hanna y Barbera decidieron expandir la relación estándar entre el gato y el ratón. En lugar de ser una «víctima acobardada» de Tom, se deleitaba en vencer, e incluso torturar, a su amigo felino (incluso si Tom solo está siguiendo órdenes o simplemente se está ocupando de sus propios asuntos y es antagonizado por Jerry). Hanna y Barbera consideraban a Tom y Jerry «los mejores enemigos», cuya rivalidad ocultaba una cantidad tácita de cuidado mutuo y respeto mutuo. Jerry también es mudo como Tom.
En las caricaturas posteriores de Tom y Jerry, Jerry adquirió un compañero joven: un pequeño ratón gris llamado «Tuffy» o «Nibbles» según la caricatura, que fue dejado en la puerta de Jerry cuando era un bebé en el corto de 1946 The Milky Waif. Jerry y Tuffy también aparecieron juntos en una subserie de dibujos animados de Tom y Jerry ambientada en la Francia del siglo VXII que presentaba a los personajes como mosqueteros. El primero de estos cortometrajes, The Two Mouseketeers, ganó el Premio de la Academia de 1951 al Mejor Cortometraje: Dibujos animados.
Hanna y Barbera se desempeñaron como guionistas y directores de los dibujos animados de Tom y Jerry hasta 1956, cuando también se convirtieron en productores. Catorce dibujos animados de Tom y Jerry entre 1940 y 1954 fueron nominados para el Premio de la Academia al Mejor Cortometraje: Dibujos animados, y siete de los cortometrajes ganaron ese premio.: 32  MGM cerró su departamento de animación en 1957, pero Gene Deitch y luego Chuck Jones produjeron nuevos dibujos animados de Tom y Jerry durante la década de 1960. Jerry también aparecería en producciones posteriores de Tom y Jerry hechas para televisión, una serie de funciones directas al video, y Tom y Jerry: la película, una película teatral de 1992. Las producciones posteriores evitaron gran parte de la violencia por la que eran conocidos los cortometrajes de las décadas de 1940 y 1950, y en varios de los programas de televisión a Jerry se le dio una pajarita roja y una disposición más amable.
Tom y Jerry no siempre son enemigos; se sabe que se han unido en ocasiones. Y el primer cortometraje de Tom y Jerry en el que Jerry estuvo es Puss Gets the Boot y el último es The Karate Guard, la película número 163 de Tom y Jerry. Jerry ha estado en la serie de películas de Tom y Jerry desde 1940 hasta el presente.

### Leven anclas
Por su cuenta, Jerry aparece en una secuencia de fantasía en la película musical de Gene Kelly MGM de 1945 Levando anclas. Jerry aparece como el gobernante de un reino donde la música está prohibida porque siente que carece de talento, y Kelly persuade al ratón para que interprete una canción y baile con él. Kelly y MGM habían querido originalmente a Mickey Mouse de Walt Disney como pareja de baile de Kelly para la secuencia, pero Disney no estaba dispuesto a autorizar al personaje.
Hanna y Barbera lograron el efecto de Kelly bailando con Jerry mediante rotoscopia : primero se filmaron placas de acción en vivo de Kelly bailando sola, y se trazó la acción fotograma a fotograma para que los movimientos de Jerry coincidieran. El éxito del segmento animado de Anchors Aweigh, que se señaló como "robar el espectáculo" en las reseñas comerciales contemporáneas, llevó a dos proyectos más de acción en vivo / animados para Hanna y Barbera y MGM: una secuencia de ballet submarino que presenta a ambos Tom y Jerry en la película de 1953 de Esther Williams Mojada y peligrosa, y la secuencia de "Simbad the Sailor" de la película de Kelly de 1956, Invitación al baile.

### Tom & Jerry Kids
En 1990, esta versión de Jerry usa una pajarita roja y tiene un mechón de cabello en la cabeza. A menudo se burla de Tom (como un gatito) cada vez que tiene la oportunidad. A veces, en algunos episodios, es amigo / aliado de Tom.

## En la Cultura Popular
Se planeó que Tom y Jerry aparecieran como cameo en la escena eliminada "El funeral de Acme" de la película de 1988, ¿Quién engañó a Roger Rabbit?